# 카프르 카심 학살
카프르 카심 학살(Kafr Qasim  massacre)은 1956년 10월 29일 이스라엘의 아랍인 마을인 카프르 카심에서 이스라엘 국경 경찰이 팔레스타인인 성인 남성 19명과 여성 6명, 아동과 청소년 23명 등 민간인 49명을 살해한 사건이다. 제2차 중동 전쟁 개전 하루 전 오전에 이스라엘군이 통행금지령을 내렸으나, 이를 인지하지 못한 주민들이 마을로 돌아오는 과정에서 발생했다. 2007년 12월 이스라엘 대통령 시몬 페레스가 학살에 대해 공식적으로 사과하였다. 2021년 10월 공동 명단이 제출한 학살의 공식 인정 법안이 크네세트에서 부결되었다.

## 같이 보기
- 키비아 학살
- 사브라-샤틸라 학살